# Microvelia
Microvelia – rodzaj pluskwiaków różnoskrzydłych z rodziny plesicowatych i podrodziny Microveliinae.

## Morfologia
Pluskwiaki drobne. Tylko nieliczne przekraczają 3 mm długości ciała. Ciało krępe. Przedplecze koliste lub (u form długoskrzydłych) pięciokątne, przykrywające śródplecze, a często także część lub całe zaplecze. Częsta bezskrzydłość i krótkoskrzydłość. Paramery samców symetryczne lub niesymetryczne, długie i sierpowate, do skróconych lub szczątkowych.

## Biologia i ekologia
Drapieżniki żyjące na powierzchni niewielkich zbiorników wodnych, wśród przybrzeżnych rodzin. Wiele gatunków tropikalnych zasiedla bromelaria.

## Rozprzestrzenienie
Rodzaj rozsiedlony kosmopolitycznie, z czego większość gatunków żyje w tropikach. W Polsce występują 2: M. reticulata oraz M. buenoi (dawniej jako M. umbicola Wróblewski, 1938).

## Systematyka
Do rodzaju tego zalicza się około 180 gatunków, w tym:
- Microvelia buenoi Drake, 1920
- Microvelia gracillima Reuter, 1882
- Microvelia pacifica Kirkaldy, 1908
- Microvelia pygmaea (Dufour, 1833)
- Microvelia reticulata (Burmeister, 1835)